# Mishoma
Mishoma – miasto w zachodniej Tanzanii w regionie Rukwa. Liczy 67 246 mieszkańców.